# Biserica Franciscană din Brașov
Biserica Franciscană din Brașov, cu hramul Sf. Ioan Botezătorul, situată pe str. Sf. Ioan nr. 7, este, alături de mănăstirea franciscană pe care o deservește, un monument istoric și de arhitectură din secolul al XV-lea, refăcut în secolul al XVIII-lea. 
Ambele monumente sunt înscrise în Lista Monumentelor Istorice sub nr. 423, cod  BV-II-a-A-11559 Mănăstirea Franciscană, și nr. 424, cod BV-II-m-A-11559.01 Biserica "Sf. Ioan", a Mănăstirii Franciscane.

## Istoric
Mănăstirea a fost fondată în secolul al XIV-lea sau al XV-lea ca mănăstire a călugărițelor clarise (franciscane), iar biserica a fost construită în 1507. Biserica franciscanilor s-a aflat de la început sub patronajul sfântului Ioan Botezătorul. Alungarea călugărițelor franciscane din Brașov a survenit în anul 1530, ca o consecință a Bătăliei de la Feldioara (1529), franciscanii fiind suspectați de simpatii prohabsburgice. Biserica a fost secularizată de orașul Brașov, care a adoptat reforma luterană. 
Destinația dată bisericii în această perioadă este controversată (grânar sau biserică evanghelică). Se pare că marele incendiu din 1689 a produs importante stricăciuni și acestui lăcaș.
În anul 1724 franciscanii s-au reîntors la Brașov. Prin intervenția generalilor imperiali Königsegg și Carl Tiege au dobândit în același an fosta mănăstire a clariselor, care de asemenea a ars în marele incendiu din 1689. Imobilul este locația actuală a mănăstirii franciscane.

## Descriere
Tipologia bisericii este gotică, de tip hală, compusă dintr-o navă scurtă dar înaltă, de formă trapezoidală (cu latura lungă aliniată la stradă) și un cor poligonal cu boltă pe ogive, sprijinit spre exterior de două perechi de contraforturi treptate. 
Deasupra portalului bisericii se află o lespede comemorativă cu o inscripție din anul 1724.
Tavanul navei este sprijinit pe bolți de factură barocă. Amvonul și cele trei altare au fost realizate de asemenea în stil baroc, în anul 1729.
Claustrul mănăstirii este amplasat spre nord.

## Imagini

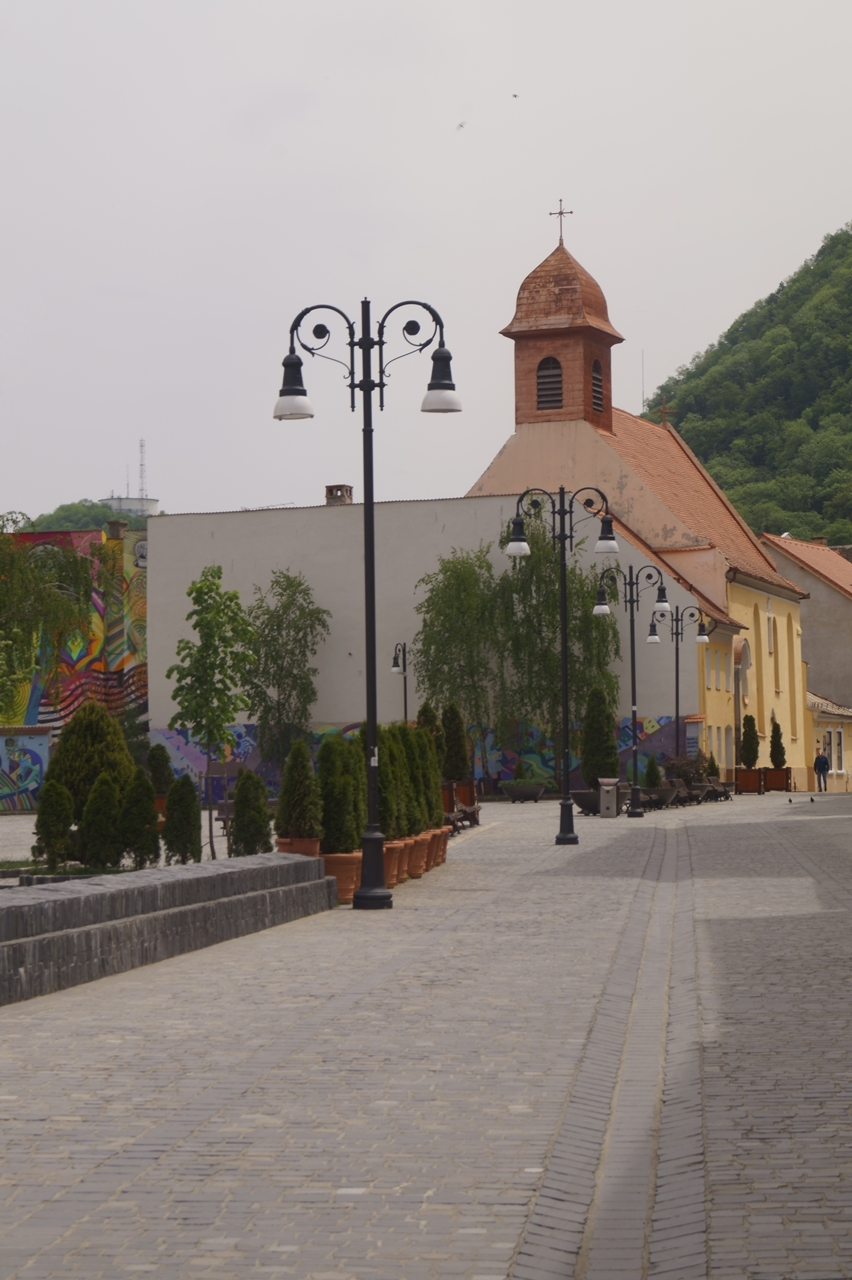
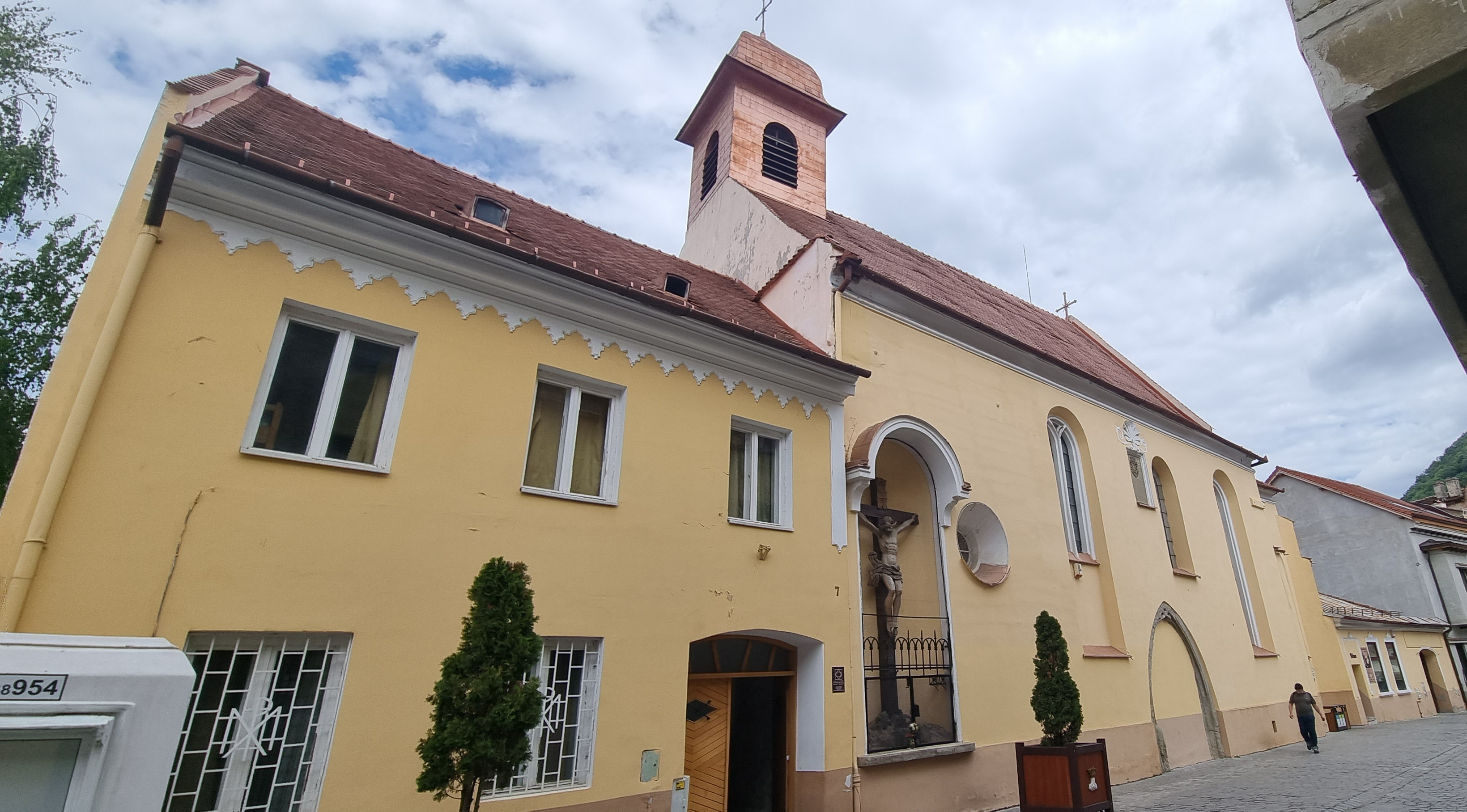
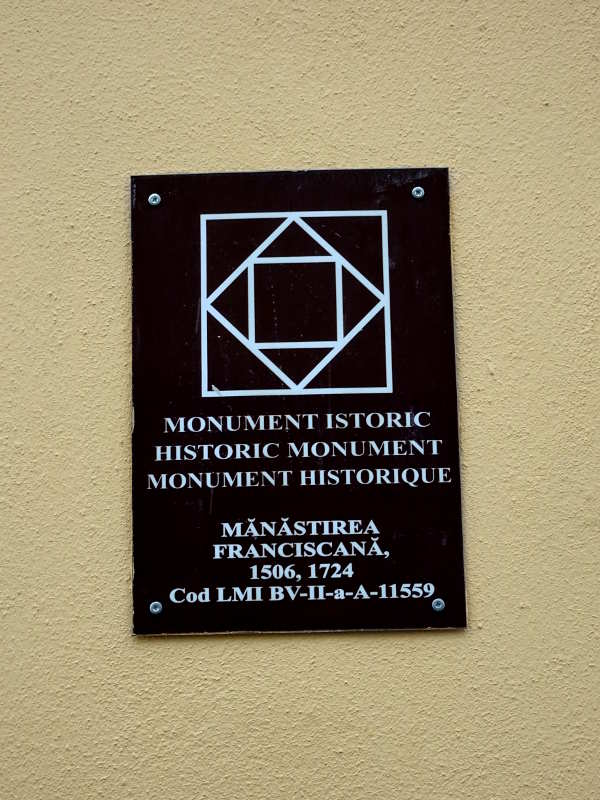
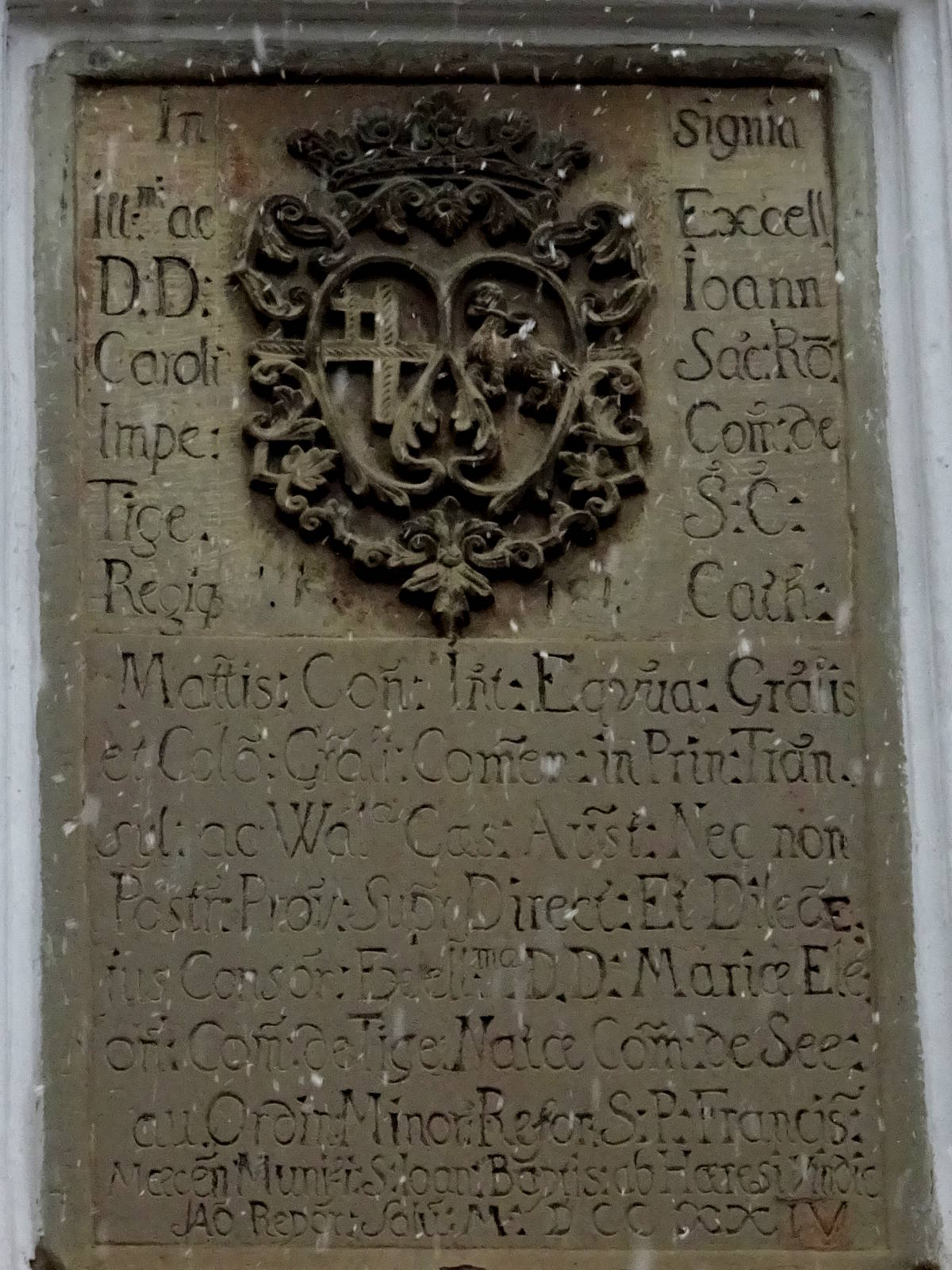
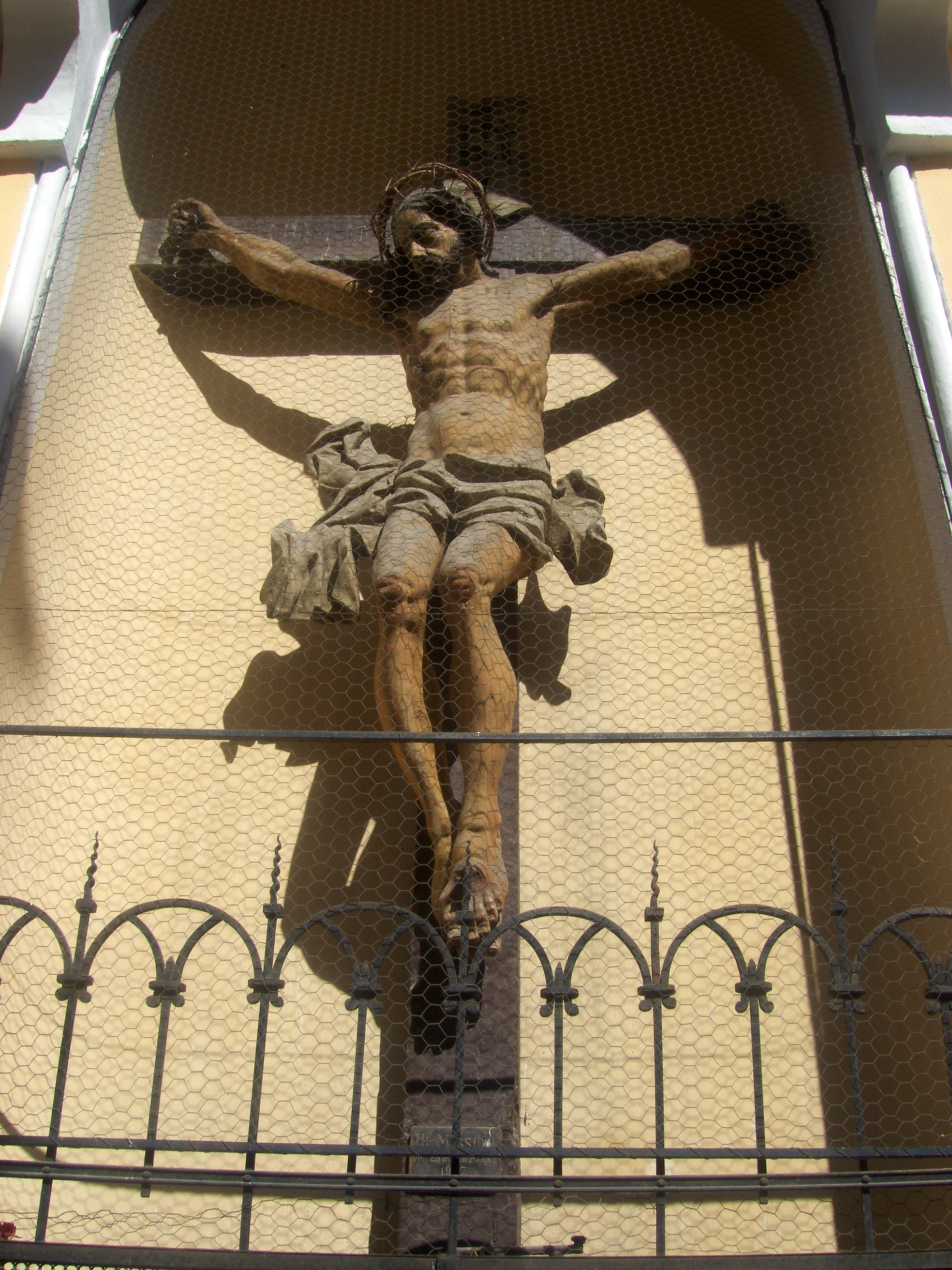
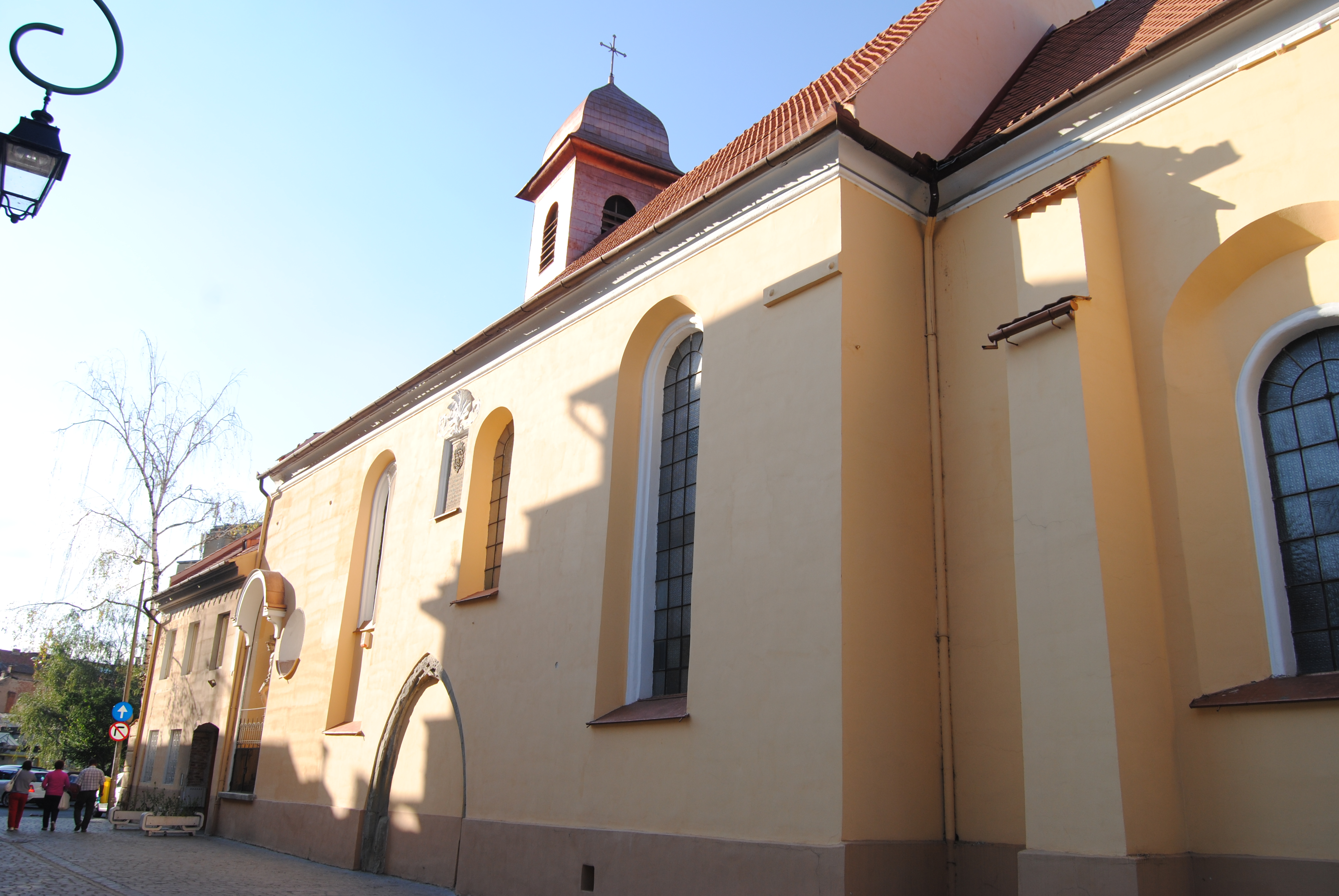
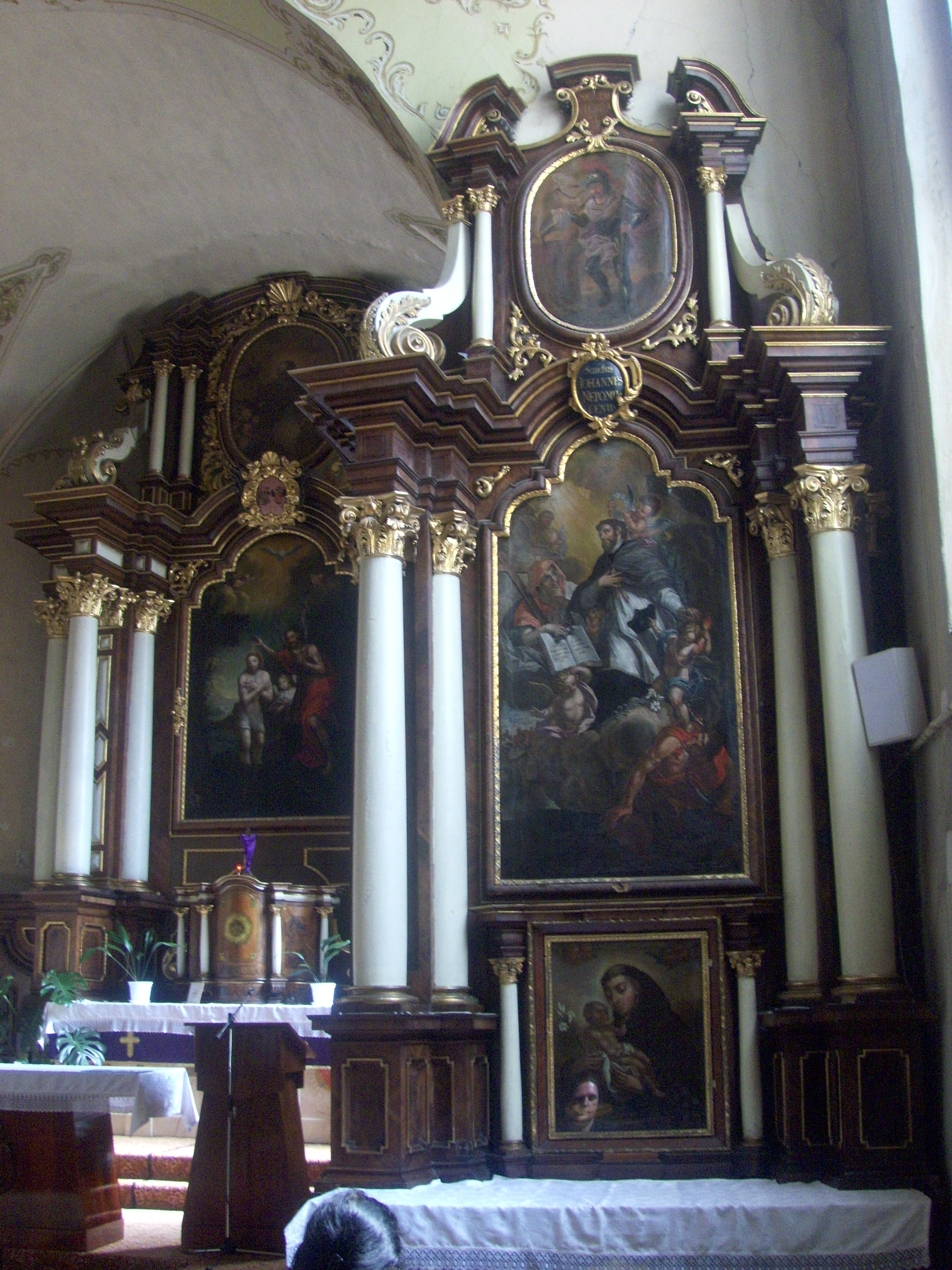
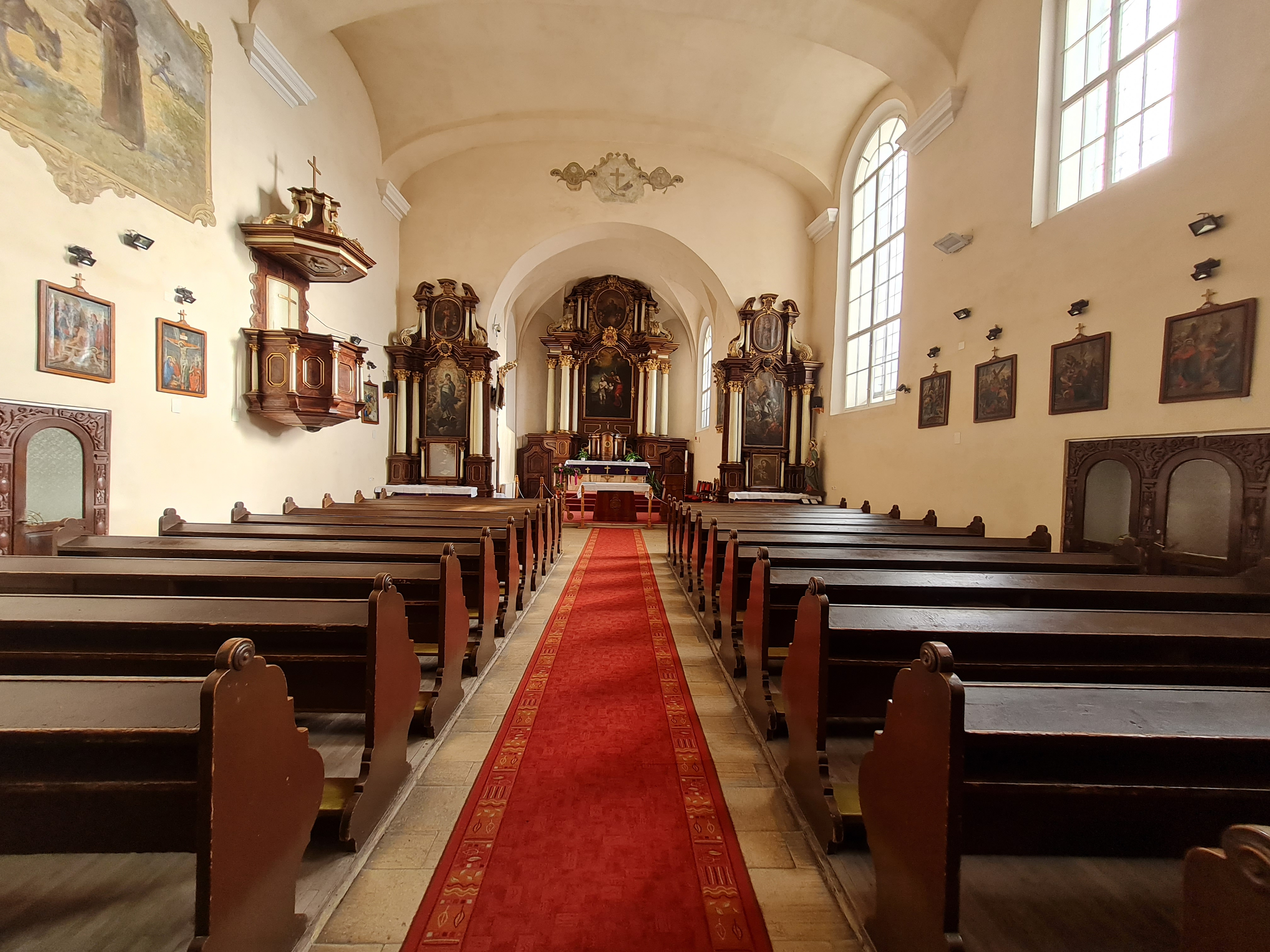
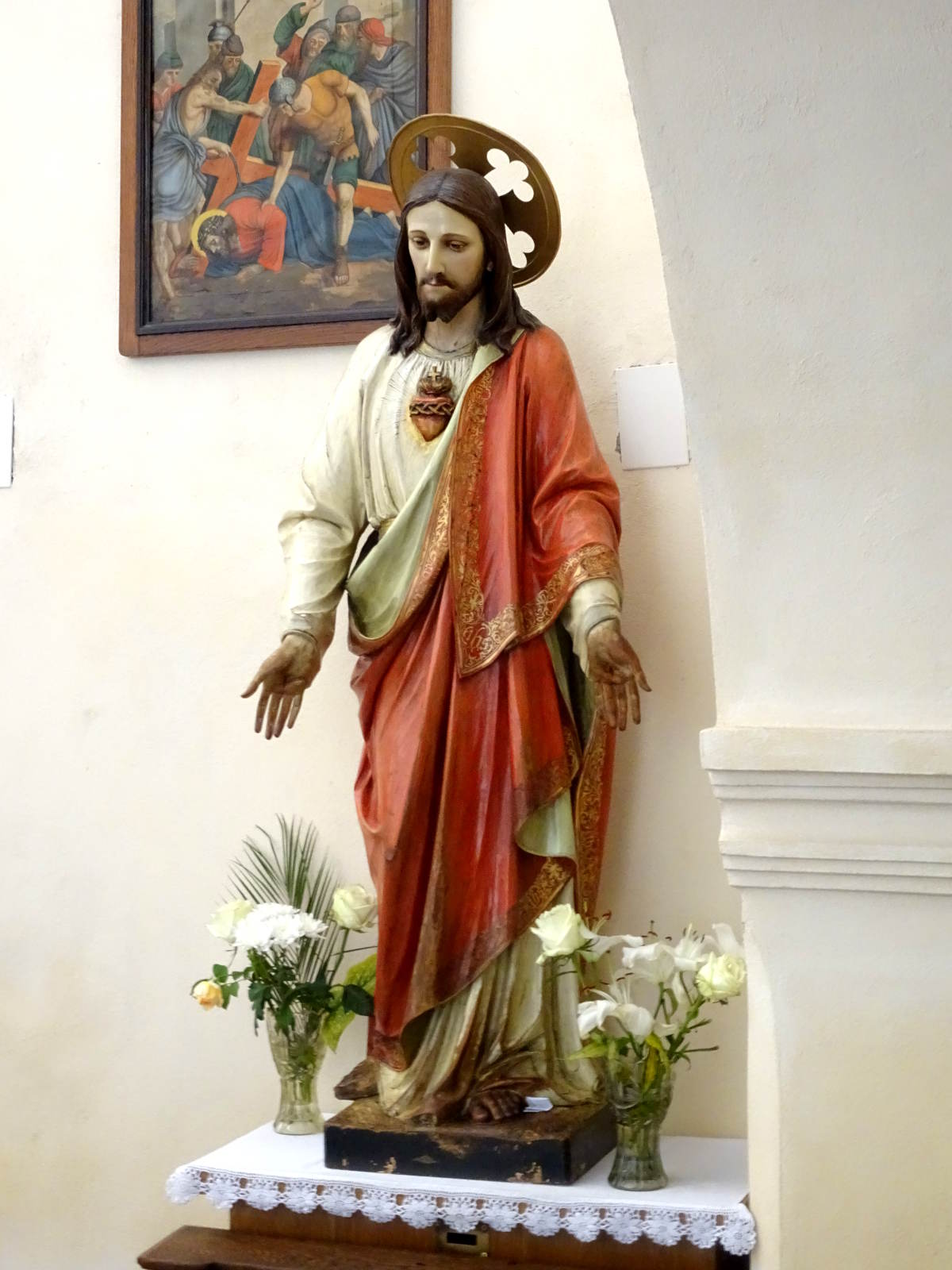
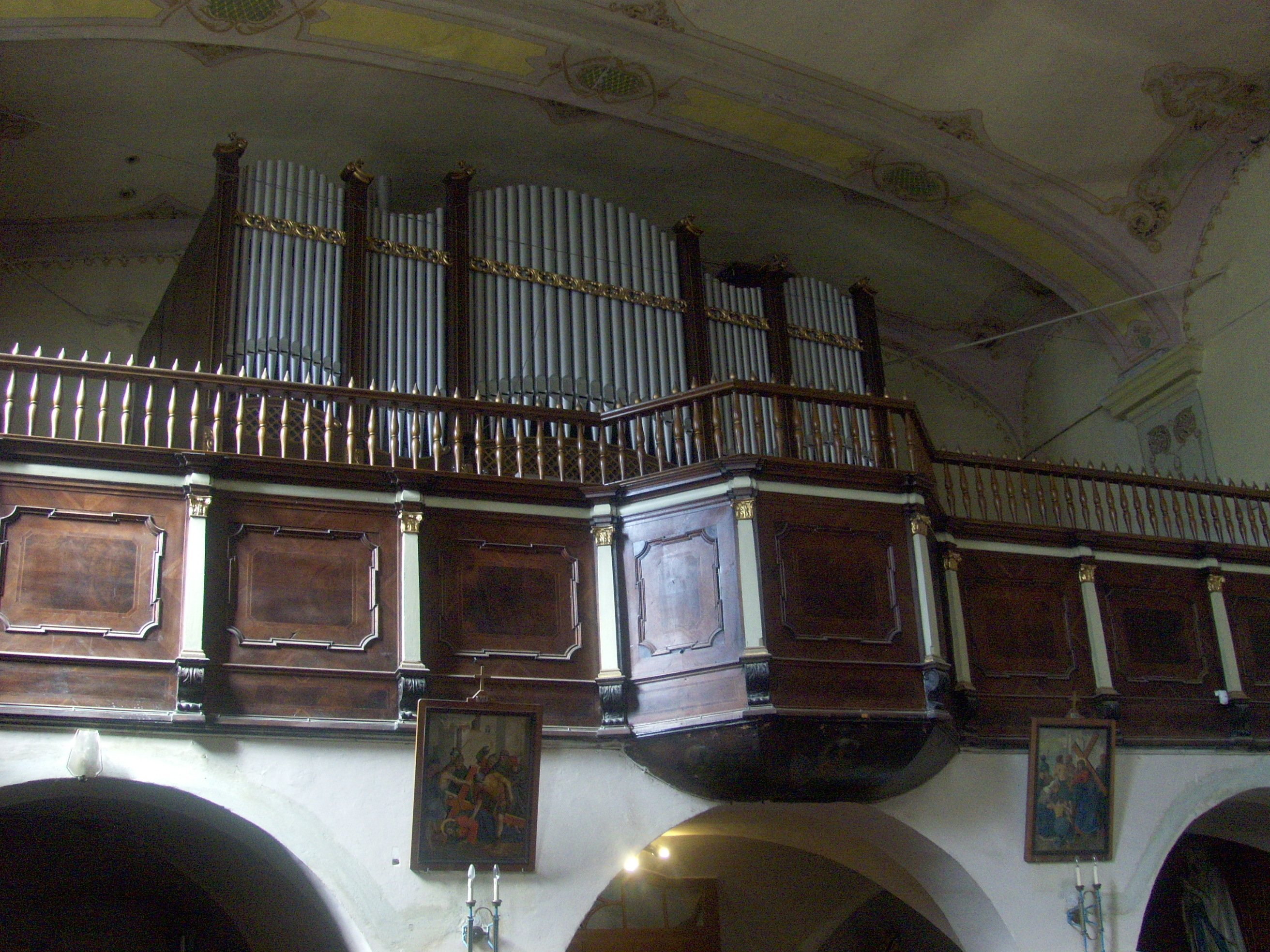
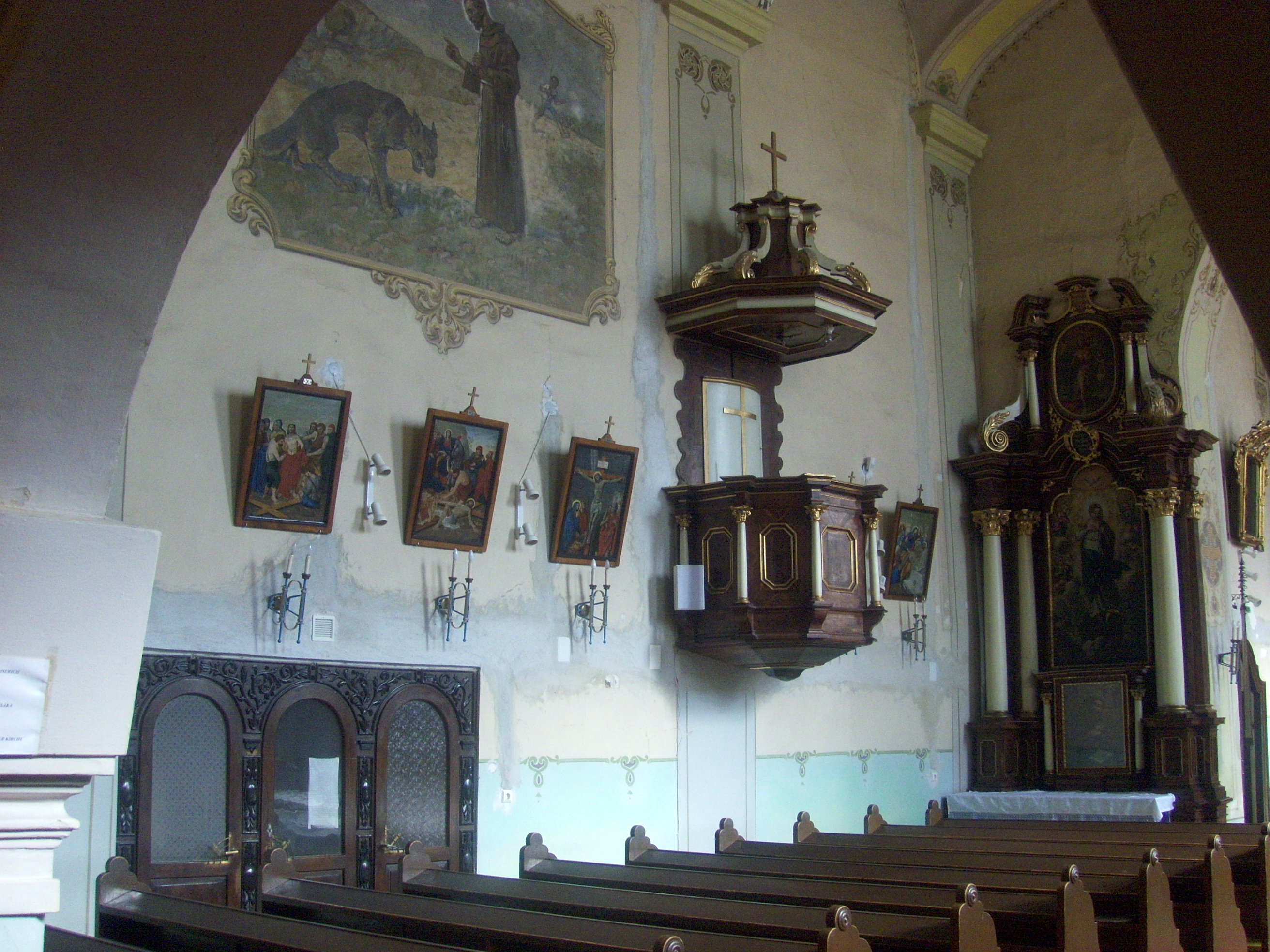
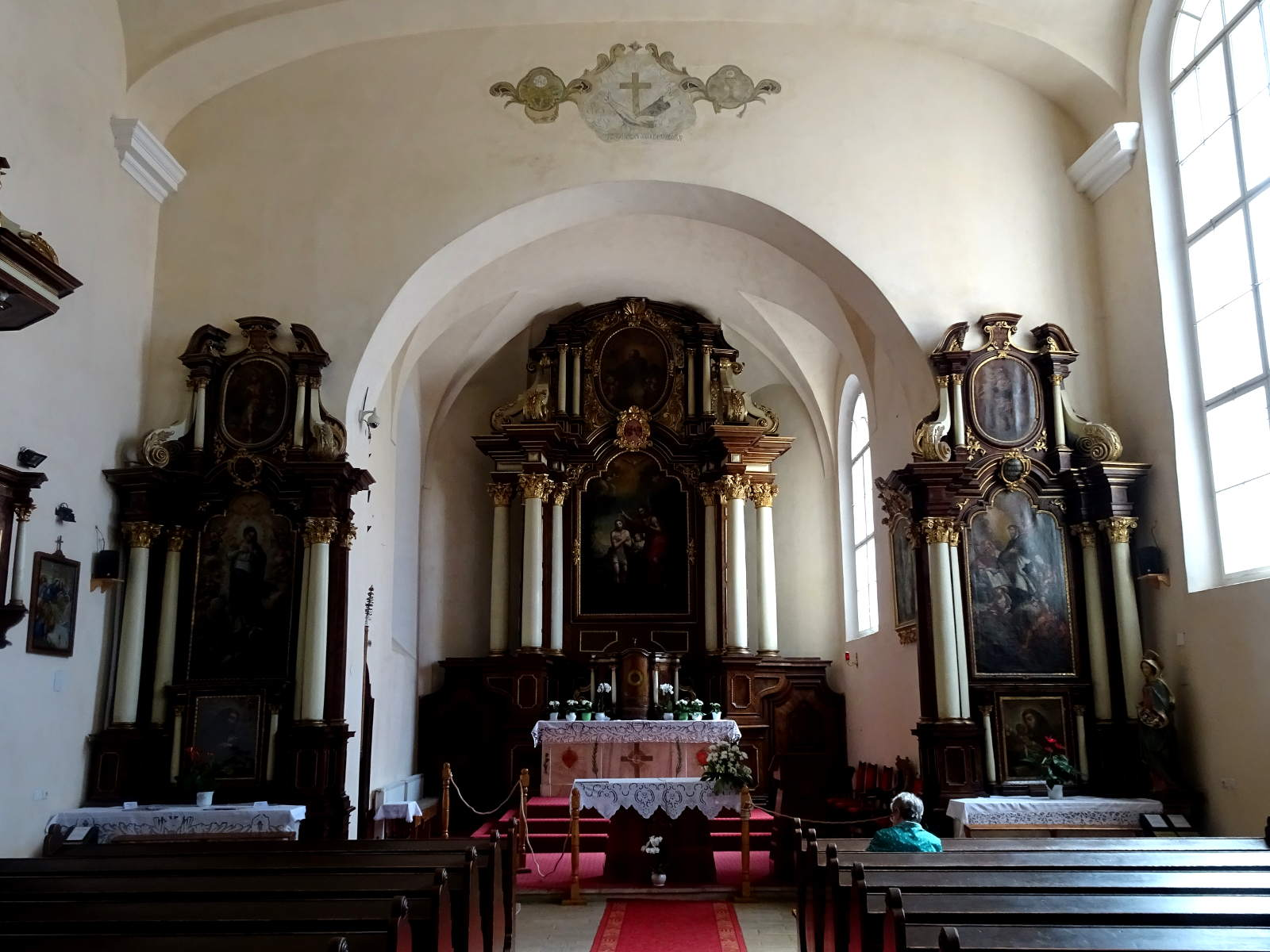
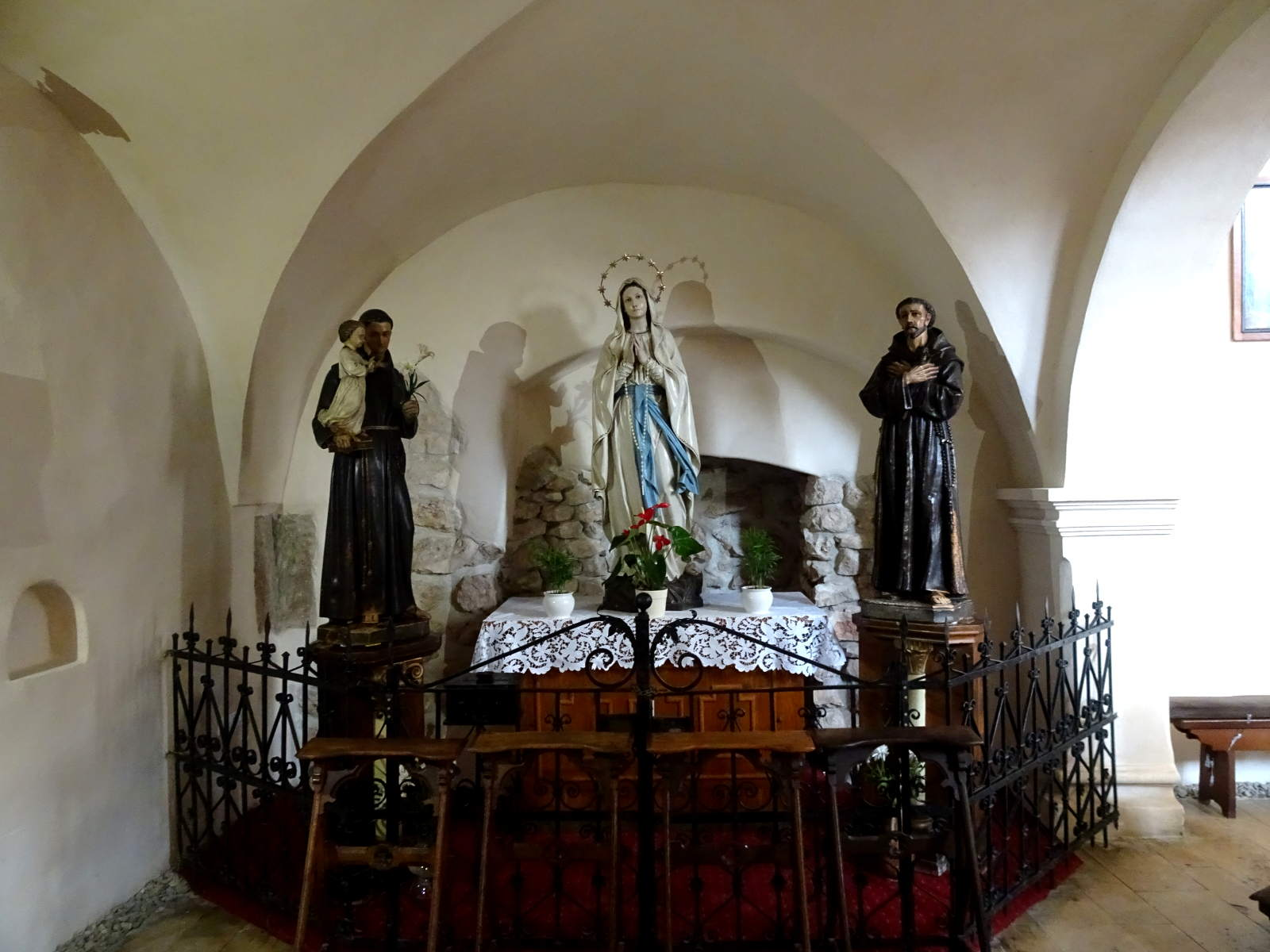
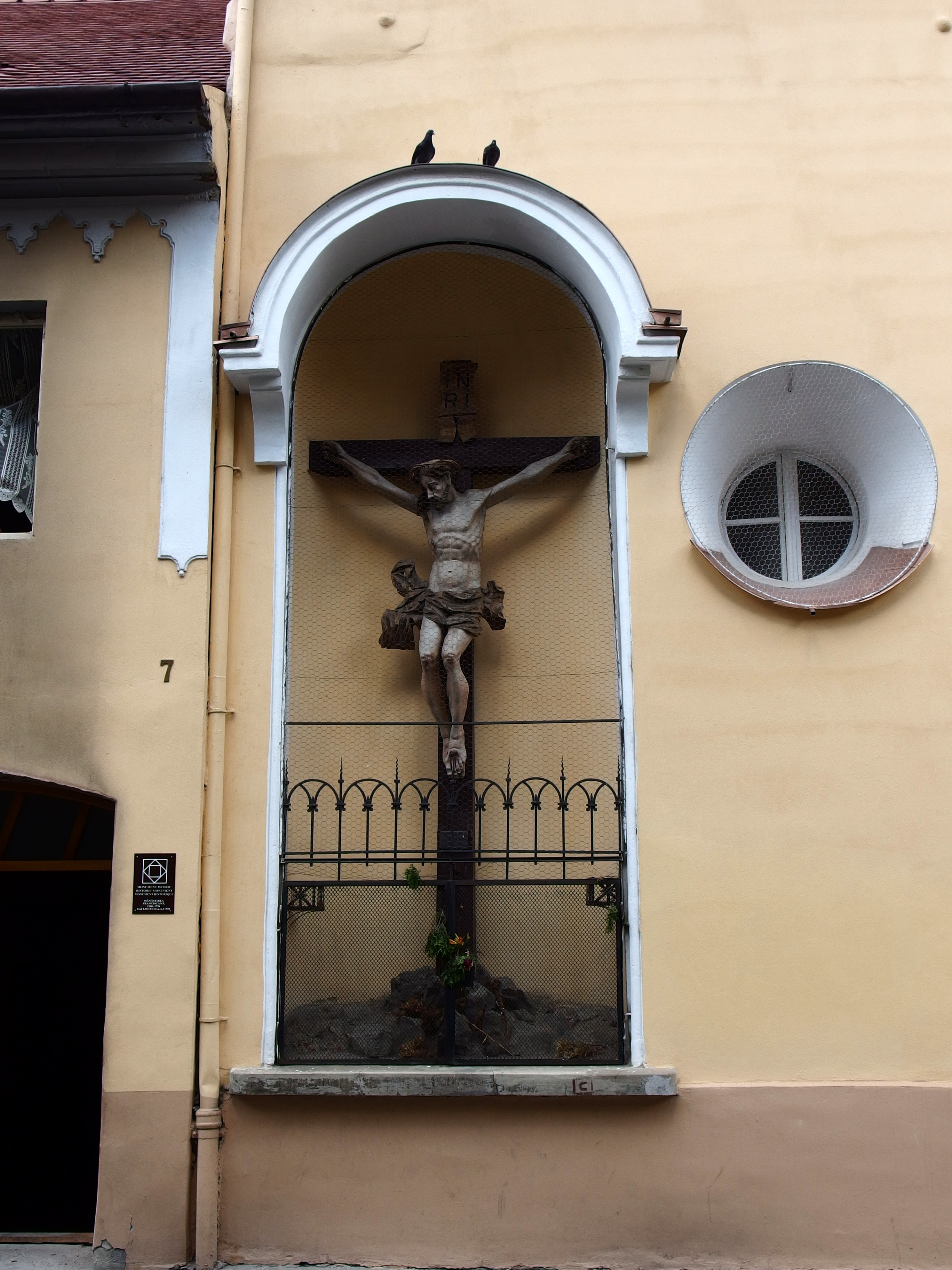
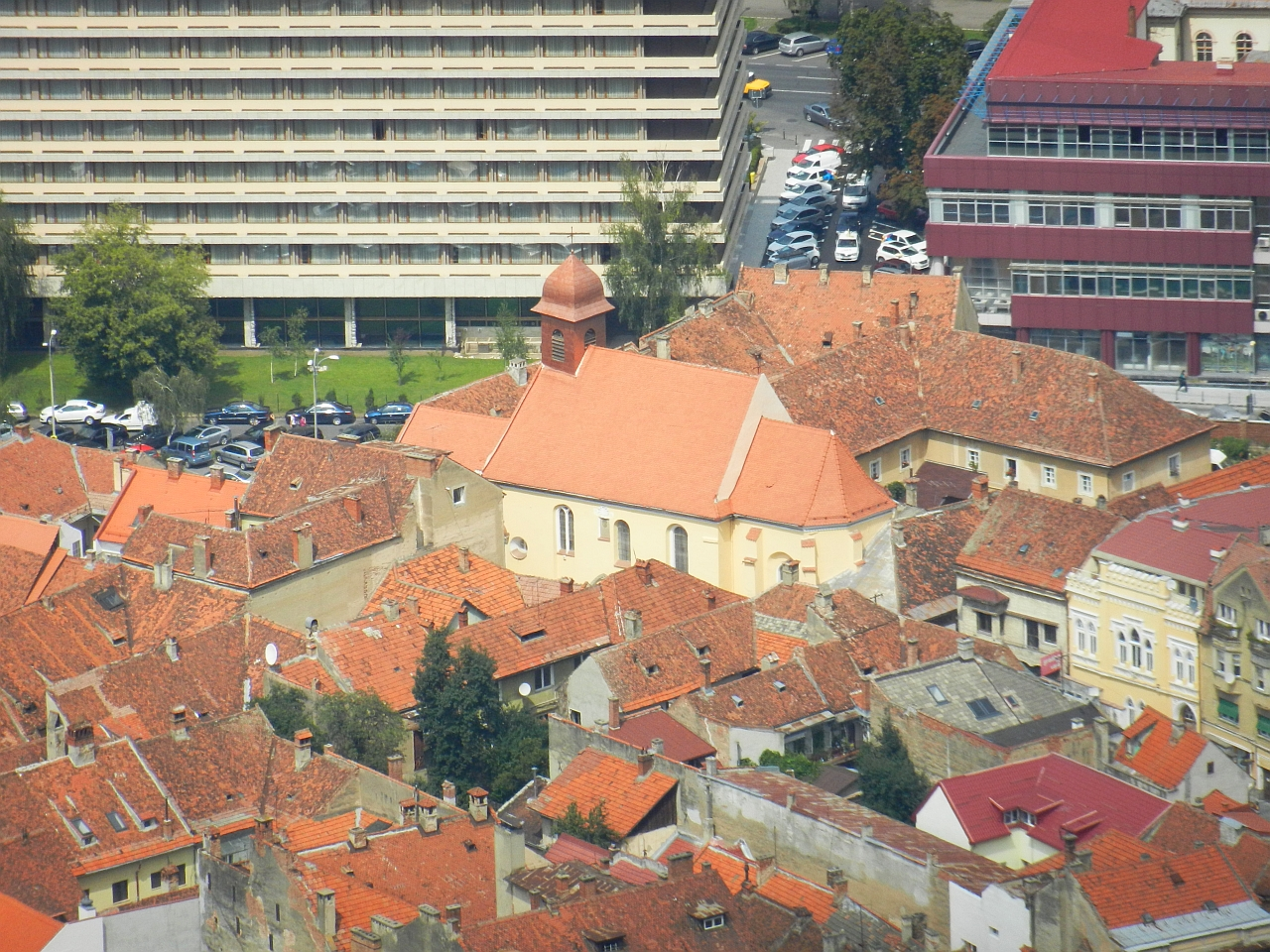
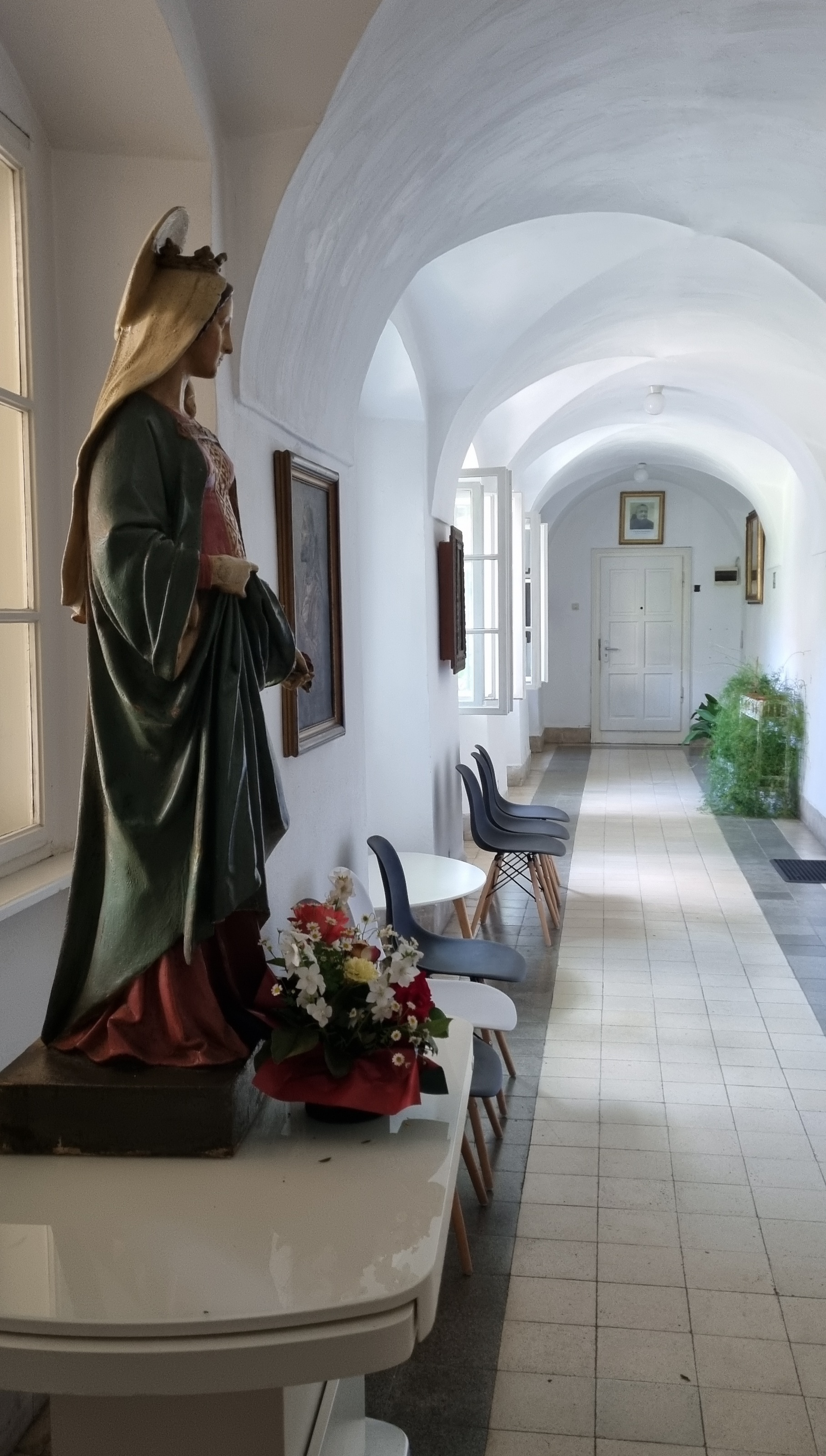
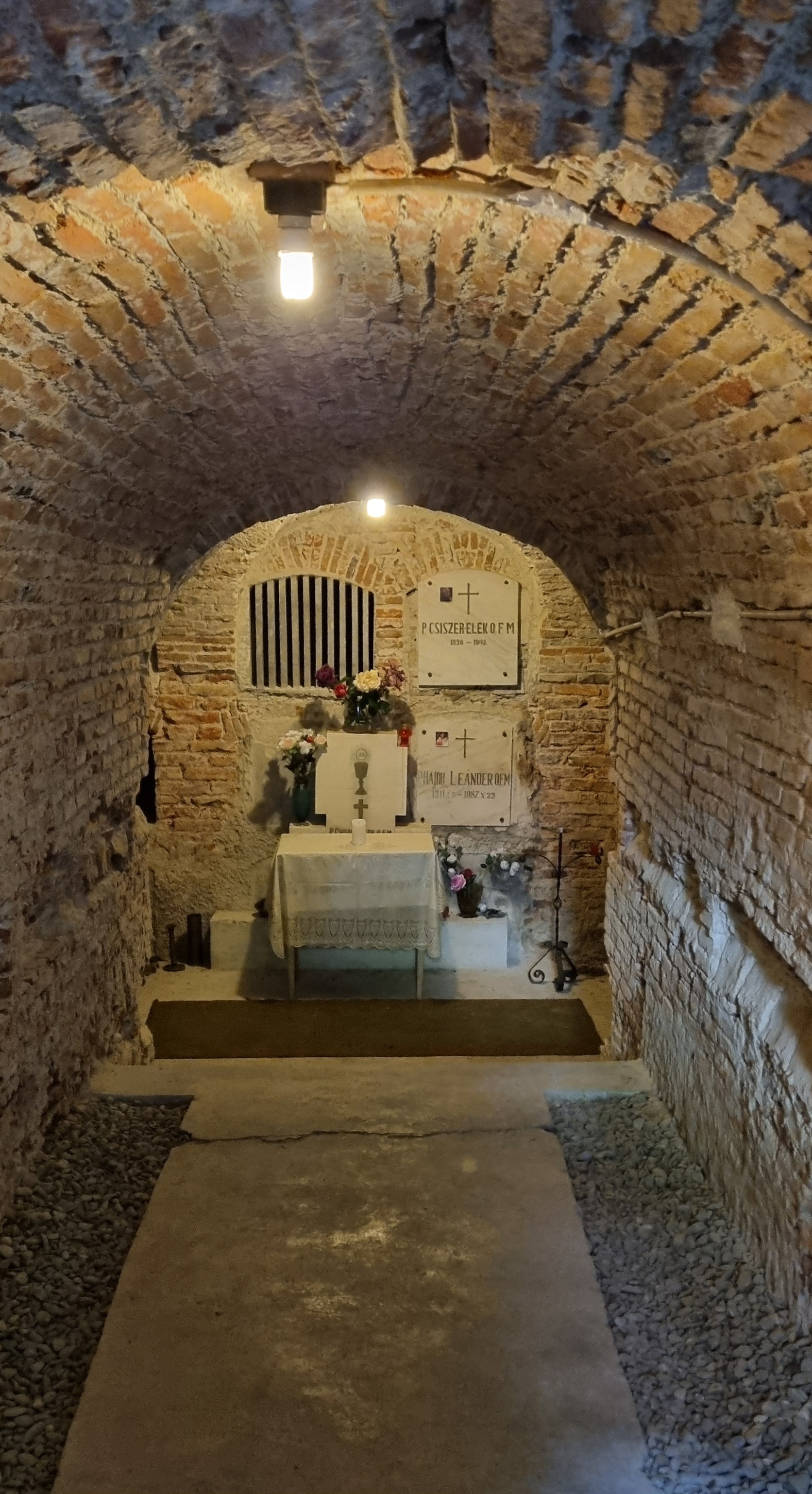